# 剑桥大学耶稣学院
剑桥大学耶稣学院（英語：Jesus College, Cambridge）是剑桥大学的一个学院。其全名為圣母玛利亚、圣约翰福音和圣瑞迪南德学院，而其俗名源自耶穌禮拜堂（Jesus Chapel）。最近一任院長為工程學家伊恩·懷特（Ian White），2011年至2019年4月在任。
耶穌學院由約翰·阿爾科克（John Alcock）於1496年創立，座落於之本笃会幼兒院原址。其徽章上的公雞圖案亦源自阿爾科克之姓氏。
總共有3位諾貝爾獎得主來自耶穌學院，2位院士被任命為國際法庭成員。校友在社會各界均有傑出表現。耶穌學院是為劍橋第三富有的學院，總資產達到2.43億英鎊。耶穌學院因其佔地廣闊而廣為人知。

## 歷史

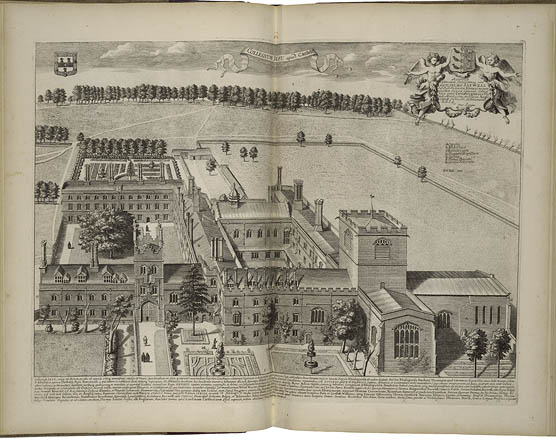
1690年的耶穌學院

书院于一四九六年成立，建筑物均沿襲自于十二世纪初成立的圣玛丽和圣拉德贡修道院；书院之建築物是剑桥最古老的大学建筑，至今仍在使用，其落成的時間比书院成立和剑桥大学成立分別早三百五十年和半个世纪。
本笃会修院解散後，礼拜堂和附属于它的回廊都納入耶穌學院範圍之中；修女们的食堂成了学院的礼堂；以往院长的住处成為院长的住处。这组建筑至今仍是学院的核心，其独特的修道院建筑风格，使其有别于其他剑桥学院。不久，耶穌學院擁有屬於自己的图书馆，阿尔科克大幅修改小教堂，教堂規模也隨之為縮小。建校时，全學院有一位教授、六位研究员和六位學生。
1976年耶穌學院開始招收女性。

## 學術概況
儘管耶穌學院學生大多修讀工程、醫學、法律、自然科学、数学、经济、历史、語言、以及人文政治科學，耶穌學院仍然接受修讀所有科目的本科生和研究生入讀。學院為學生提供多樣的獎學金。该学院在非正式、根据本科生成绩為學院排名次的汤普金斯排行榜中一直名列前茅。

## 建筑物

### 大門

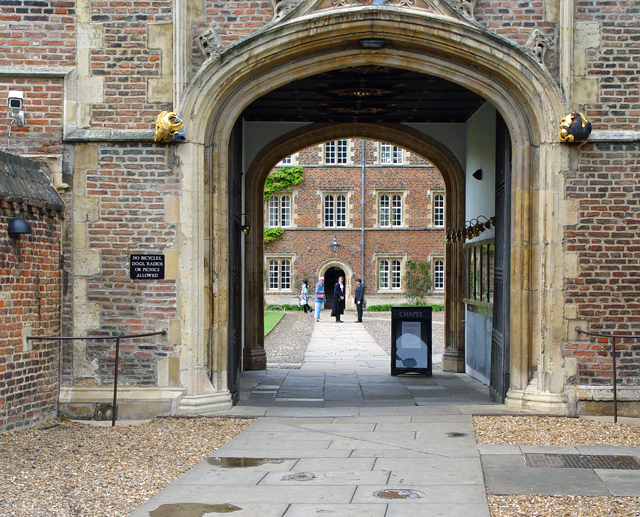
從前庭內看的門樓

耶稣学院的大門是一个有围墙的通道，被称为「烟囱」（Chimney）。这个詞語来源于中古法语单词chemin，表示「路径」或「方式」。大門直通守門人之住處，然后进入第一個庭院。除了回廊以外，学院的所有庭院至少有一面是开放的。

### 图书馆

#### 五百周年图书馆
五百年图书馆是耶稣学院的主要图书馆，每天24小时开放。图书馆由埃尔德里德·埃文斯（Eldred Evans）和大卫·沙莱夫（David Shalev）设计，以纪念该学院500周年校慶。图书馆竣工后不久，在2000年建造了一座新的宿舍楼。五百周年图书馆收納了大量法律典籍，它們被安置在一楼的法律图书馆。

#### 旧图书馆
旧图书馆一直使用到1912年。其館藏擁有超过9,000本书籍，并開放予研究人员预约。旧图书馆館藏包括马尔萨斯藏品集，是該校校友马尔萨斯的家族藏品。

#### 教堂和唱诗班

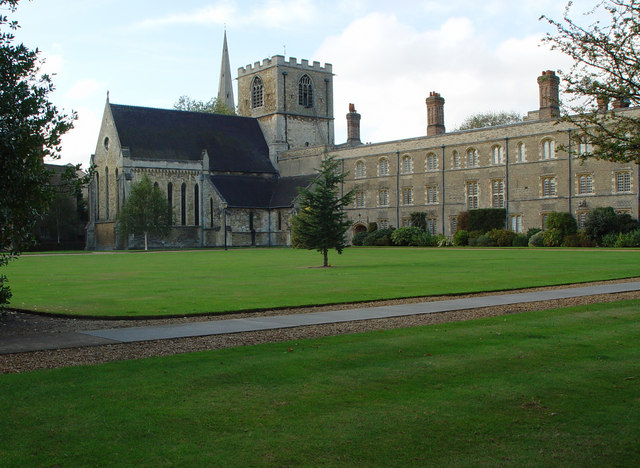
耶穌禮拜堂

学院教堂始建于1157年，直到1245年才完工，被认为是剑桥仍在使用的最古老的大学建筑。 最初是圣玛丽和圣拉德贡的本笃会修道院，后来被约翰·阿尔科克主教解散。
教堂的原始结构是十字形的，中殿被南北走廊貫通。 一个高而倾斜的屋顶被钟楼和尖塔所覆盖；但屋頂於1277年倒塌。这个小礼拜堂也被用作圣拉德贡的教区教堂。教堂在1313年和1376年两次遭遇大火。
当学院在15世纪接管整個教區时，教区以学院的名字重新命名为耶稣教区，教堂墓地仍然運作。 然而耶稣教区的存在十分短暂，因为到了16世纪中叶，耶稣教区被并入万圣堂教區。阿尔科克為教堂作出了重大改建，将剑桥最大的教堂改建为学院小礼拜堂，供該学院学者使用。原来的中殿成為学院的房间所和教授住宿。
在学期中，每天都会举行誦經和唱頌彌撒。唱頌黃昏祈禱每周进行四次（星期二，星期四，星期六和星期日），星期日早晨舉行圣餐禮。 每学期还有两次晚禱，以及圣日弥撒。

#### 大學校園
耶稣学院擁有一片偌大的运动场地。學院運動場地包含足球、橄榄球、板球、网球、壁球、篮球和曲棍球场。 耶稣学院的船屋距學院主建築群只有400码远。
大学校園內還有一条自然徑，其建築灵感来自塞缪尔·泰勒·柯勒律治在学生时代创作的诗歌。
耶稣学院是少数几所允许任何人在院子的草坪上散步的学院之一，第一院、回廊院和故修道院已故修女墓地除外。 与其他剑桥大学一样，这项特权只有在复活节期间才会延伸至學院所有地方。

## 学生生活

### 学生社团
虽然耶稣学院歷史悠久，但它以轻松随意的气氛而著称。耶稣学院学生会（JSCU）和耶稣学院研究生会（MCR）都相當活跃。学生会每年都會组织各种各样的社会、文化、福利和体育活动。 其中约翰休斯艺术节于2014年由学院学生创办，以纪念已故教堂主任约翰·休斯（John Hughes）。
耶稣学院每年举办一次五月舞会（May Ball）。音乐家詹姆斯·贝（James Bay）亦曾在舞会上表演。除此之外，耶稣学院提供许多运动项目，包括划船、足球、橄榄球、曲棍球、网球、壁球和篮球。学院通常在每项运动中派出若干队伍，以划艇俱乐部表現最為出色，男子八人划艇队在五月颠簸赛中，排名从未跌至第12位以下。 划艇俱乐部每年举办费尔贝恩杯赛事。

### 膳食
学院的主餐厅每周有五个為學生晚上提供三道菜的正式晚餐。学院的所有成员都穿礼服。每个星期三，研究生堂都会为研究生们准备四道菜的晚餐。与大多数传统的牛津剑桥大学不同，这所大学允许研究生在周二的高桌晚宴上用餐。
学院咖啡廳亦提供午餐和晚餐，並在星期六上午提供早午餐，以及在星期日提供烤肉午餐。学院还有一个很受欢迎的学生酒吧叫做JBar，出售各种各样的饮料，包括 JPA (耶稣淡啤酒)。

## 学院院長、院士

### 学院院長
工程学教授伊恩·怀特，由2011年至2019年担任该学院的院長。 前任院長是土木工程教授柯比·莱恩爵士（Sir Kirby Laing）。该学院以前的硕士包括前大学应用数学教授大卫·克里顿教授（Professor David Crighton，1997-2000）;前大学考古学教授科林·伦福儒（1986-1996）；前材料科学教授、首相首席科学顾问艾伦·科特雷尔爵士（Sir Alan Cottrell，1973-1986）；以及前希腊文教授、英國國家學術院院长丹尼斯·佩奇爵士（Sir Denys Page，1959-1973）。

### 著名校友、院士
学院有三名成员获得了诺贝尔奖。菲利普·安德森获得1977年诺贝尔物理学奖。在1969年至1975年期间，安德森是一名研究员，同时他还是卡文迪许实验室的访问教授。自1978年以来，他一直是一名荣誉研究员。學院本科生（后来的研究生）彼得·米切尔，於1978年被授予诺贝尔化学奖。 他進而于1979年成为荣誉研究员。2007年诺贝尔经济学奖的共同得主埃里克·马斯金于1976年至1977年期间担任研究员，自2009年以来一直担任荣誉研究员。
法律界的几位杰出人物都是学院的研究员。 被称为英国最重要的刑法学者的格兰维尔·威廉姆斯（Glanville Williams）教授在1957年至1978年期间在學院擔任研究员。 由耶稣学院现任和前任成员组成的格兰维尔·威廉姆斯协会每年为纪念他而举行聚會。《昂德希尔和海顿的信托和受托人法》编辑。现任加勒比法院法官大卫·海顿法官（Justice David Hayton）亦曾在1973年至1987年於學院擔任研究员。罗伯特·詹宁斯教授（Professor Robert Jennings）在被任命为国际法院法官（1982-1991年）和担任耶稣学院院长（1991-1995年）之前是该学院的研究员。詹姆斯·克劳福德教授（Professor James Crawford）在2014年11月被任命为国际法院法官之前也是该学院的研究员以及威尔国际法教授（1992-2014年）。
目前的荣誉院士包括英国最高法院的罗杰·图尔森勋爵（Lord Roger Toulson）、英格兰和威尔士上诉法院法官鲁珀特·杰克逊爵士（Sir Rupert Jackson）和科尔曼·特雷西爵士（Sir Colman Treacy），他们都是耶穌学院的校友。
其他知名校友包括坎特伯雷大主教托馬斯·克蘭麥、詩人塞缪尔·泰勒·柯勒律治 、香港總督戴麟趾以及小説家尼克·宏比。

## 附註
1. ↑  College Statutes  （页面存档备份，存于）, October 2011
2. ↑  .   [2015-06-08]. （原始内容存档于2011-08-06）.
3. ↑   (PDF). Jesus College, Cambridge.   [2018-08-03]. （原始内容存档 (PDF)于2020-11-17）.
4. ↑  . Encyclopedia Britannica.   [2019-05-11]. （原始内容存档于2020-11-22） （英语）.
5. ↑  . web.archive.org. 2016-02-13  [2019-05-10]. 原始内容存档于2016-02-13.
6. ↑  .   [2019-05-10]. （原始内容存档于2015-09-27）.
7. ↑  http://archive.varsity.co.uk/647.pdf （页面存档备份，存于） Old,Rich, Landed and Loaded. Varsity, 17th November 2006, P.6
8. 1 2 3 4  College, Jesus. . Jesus College University of Cambridge.   [2019-05-11]. （原始内容存档于2020-12-19） （英语）.
9. ↑  College, Jesus. . Jesus College University of Cambridge.   [2019-05-11]. （原始内容存档于2020-12-19） （英语）.
10. ↑  Society of gentlemen. . F. Newbery. 1780: 30  [2019-05-11]. （原始内容存档于2020-12-11）.
11. ↑  College, Jesus. . Jesus College University of Cambridge.   [2019-05-11]. （原始内容存档于2020-12-11） （英语）.
12. ↑  .   [2016-03-13]. （原始内容存档于2016-03-15）.
13. ↑  College, Jesus. . Jesus College University of Cambridge.   [2019-05-11]. （原始内容存档于2019-06-09） （英语）.
14. ↑  . www.sohu.com.   [2019-05-11]. （原始内容存档于2020-08-04） （英语）.
15. ↑  Hall, Michael. . Pevensey Press. 1993: 41. ISBN 9780907115632.
16. ↑  College, Jesus. . Jesus College University of Cambridge.   [2019-05-11]. （原始内容存档于2020-12-11） （英语）.
17. 1 2  College, Jesus. . Jesus College University of Cambridge.   [2019-05-11]. （原始内容存档于2020-12-19） （英语）.
18. ↑  . Jesus College, Cambridge. April 2011  [2014-02-18]. （原始内容存档于2014-02-01）.
19. 1 2  College, Jesus. . Jesus College University of Cambridge.   [2019-05-11]. （原始内容存档于2020-12-11） （英语）.
20. ↑  College, Jesus. . Jesus College University of Cambridge.   [2019-05-11]. （原始内容存档于2020-12-19） （英语）.
21. ↑  College, Jesus. . Jesus College University of Cambridge.   [2019-05-11]. （原始内容存档于2020-12-11） （英语）.
22. ↑   (PDF).   [2016-03-27]. （原始内容 (PDF)存档于2016-04-11）.
23. ↑  http://www.jesus.cam.ac.uk/about-jesus-college/history/pen-portraits/samuel-taylor-coleridge/; （页面存档备份，存于） http://www.jesus.cam.ac.uk/wp-content/uploads/undergraduatehandbook.pdf （页面存档备份，存于）
24. ↑  College, Jesus. . Jesus College University of Cambridge.   [2019-05-11]. （原始内容存档于2020-08-13） （英语）.
25. 1 2  College, Jesus. . Jesus College University of Cambridge.   [2019-05-11]. （原始内容存档于2020-12-19） （英语）.
26. ↑  . University of Cambridge. 2015-01-23  [2019-05-11]. （原始内容存档于2020-12-19） （英国英语）.
27. ↑  . University of Cambridge. 2015-06-20  [2019-05-11]. （原始内容存档于2020-12-19） （英国英语）.
28. ↑  College, Jesus. . Jesus College University of Cambridge.   [2019-05-11]. （原始内容存档于2020-12-19） （英语）.
29. ↑  . Jesus College Boat Club | Home.   [2019-05-11]. （原始内容存档于2020-12-19） （英语）.
30. 1 2 3  College, Jesus. . Jesus College University of Cambridge.   [2019-05-11]. （原始内容存档于2020-12-19） （英语）.
31. 1 2 3  College, Jesus. . Jesus College University of Cambridge.   [2019-05-11]. （原始内容存档于2020-12-19） （英语）.
32. ↑  College, Jesus. . Jesus College University of Cambridge.   [2019-05-11]. （原始内容存档于2020-12-19） （英语）.
33. ↑  . Cambridge Independent. 2018-09-09Z16:58:00.0000000+01:00  [2019-05-11]. （原始内容存档于2020-12-19） （英语）.
34. ↑  Brewerton, David. . The Guardian. 2009-04-29  [2019-05-11]. ISSN 0261-3077. （原始内容存档于2020-12-11） （英国英语）.
35. ↑  . www.damtp.cam.ac.uk.   [2019-05-11]. （原始内容存档于2019-05-11）.
36. ↑  Knott, John. . The Guardian. 2012-03-18  [2019-05-11]. ISSN 0261-3077. （原始内容存档于2017-12-22） （英国英语）.
37. ↑  . www.oxforddnb.com.   [2019-05-11]. （原始内容存档于2020-12-19） （英语）.
38. ↑  . NobelPrize.org.   [2019-05-11]. （原始内容存档于2020-12-19） （美国英语）.
39. ↑  . scholar.harvard.edu.   [2019-05-11]. （原始内容存档于2020-12-19） （英语）.
40. ↑  "Glanville Williams, 86, Teacher And Authority on Criminal Law". The New York Times. 21 April 1997.
41. ↑  . 2016-02-17. （原始内容存档于2016-02-17）.
42. ↑  . www.caribbeancourtofjustice.org.   [2019-05-11]. （原始内容存档于2019-05-11）.
43. ↑  . The Independent. 2004-08-11  [2019-05-11]. （原始内容存档于2020-09-12） （英语）.
44. ↑  Cour internationale de Justice.  (PDF). Member of the Court since 6 February 2015.   [2019-05-11]. （原始内容存档 (PDF)于2020-08-04）.

52°12′33″N 0°07′24″E / 52.20911°N 0.12339°E